# Гюльденпфеннинг, Вольфганг
Вольфганг Гюльденпфеннинг (нем. Wolfgang Güldenpfennig, род. 20 декабря 1951, Магдебург, ГДР) — немецкий гребец, чемпион летних Олимпийских игр 1976 года в четвёрках парных, бронзовый призёр Игр 1972 года в одиночках, двукратный чемпион мира, бронзовый призёр чемпионата Европы 1973 года, многократный чемпион ГДР.

## Биография
Вольфганг Гюльденпфеннинг родился в 1951 году в Магдебурге. Здесь же начал заниматься греблей. Рост у Гюльденпфеннинга был всего 183 см, что для гребли считается недостаточным, однако тренер Хуберт Кон разглядел в молодом спортсмен потенциал и в качестве исключения допустил его до тренировок. Первую победу Гюльденпфеннинг одержал в 1968 году, став с Гердом Грассельтом чемпионом Спартакиады в двойках парных. В 1971 году Вольфганг вместе с Лутцем Рихтером стали вторыми на чемпионате ГДР. В 1972 году 20-летний Гюльденпфеннинг начал показывать высокие результаты в одиночках, тренируясь под руководством молодого тренера Юргена Грёблера, в результате чего смог отобраться в состав сборной для участия в летних Олимпийских играх 1972 года. В Мюнхене Гюльденпфеннинг на протяжении всех соревнований одиночек показывал хорошее время, лишь немного уступая главному фавориту аргентинцу Альберто Демидди и советскому гребцу Юрию Малышеву. Финальный заезд Вольфганг начал не очень быстро и к середине дистанции шёл четвёртым, однако на финишном отрезке Гюльденпфеннинг смог опередить хозяина соревнований Удо Хильда и стать бронзовым призёром Игр.
В 1973 году Гюльденпфеннинг становится чемпионом ГДР в одиночках, а также бронзовым призёром чемпионата Европы в Москве. В 1974 году Гюльденпфеннинг получил серьёзную травму колена и стоял вопрос о завершении спортивной карьеры, однако благодаря врачам Вольфганг смог вернуться в греблю. После возвращения Гюльденпфеннинг сосредоточился на выступления в четвёрках парных. В 1975 году Вольфганг в составе четвёрки сначала становится чемпионом ГДР, а затем и чемпионом мира. В 1976 году Гюльденпфеннинг был включён в состав сборной ГДР для участия в соревнованиях четвёрок парных, при этом из состава чемпионской немецкой четвёрки остался только Вольфганг. Новыми партнёрами Гюльденпфеннинга стали Рюдигер Райхе, Карл-Хайнц Бусерт и Михаэль Вольфграмм. Однако изменения в составе не помешали спортсменам из ГДР выиграть олимпийский финал, опередив на секунду с небольшим сборную СССР. В 1977 году Гюльденпфеннинг повторил достижение двухлетней давности, выиграв в составе четвёрки парной национальный чемпионат и первенство мира.
Завершив спортивную карьеру Вольфганг Гюльденпфеннинг перешёл на тренерскую работу. Среди его учеников значатся Мартин Винтер, Петер Керстен и Уве Мунд. С 1988 года перешёл на организаторскую работу и отвечал за спортивные соревнования в Олимпийском учебном центре Саксония-Ангальт в Магдебурге. В 2016 году ушёл на пенсию.